# Лугове (Золочівський район)
Лугове́ (до 1946 року — Чехи) — село в Україні, у Заболотцівській сільській громаді Золочівського району (до 2020 року Бродівського району) Львівської області. Відстань до колишнього районного центру становить 21 км, що проходить автошляхом місцевого значення. Відстань до найближчої залізничної станції Заболотці становить 4 км.
Село Лугове, а також Заболотці, Великі Переліски, Висоцько, Малі Переліски раніше були підпорядковані Заболотцівській сільській раді. 7 липня 2015 року утворена Заболотцівська сільська громада, до складу якої увійшло с. Лугове. Населення становить 642 особи.

## Назва
Народні перекази та історичні джерела повідомляють, що на північний схід від села Лугове, на території між селами Заболотці та Кадлубиська було велике село Стогинь. Але тут, у давнину, поширилась чума, внаслідок якої половина жителів вимерла (гинуло до сто душ за добу, через це така страшна назва Стогинь), а ті, що залишились, покинули це нещасне місце. Згодом утворилось три села: Кадлубищі, Чехи та Заболотці. У листопаді 1946 року давня назва села Чехи була змінена на Лугове.

## Географія
Село знаходиться на території Буго-Стирської рівнини в басейні лівих приток верхнього Стиру. Відстань до колишнього районного центру становить 21 км, що проходить автошляхом місцевого значення. Відстань до найближчої залізничної станції Заболотці становить 4 км.
На схід від села є джерело, з якого витікає річка Стир. Там же, залягають поклади торфу (через мале кккд, не викорустовується)
В центрі села є сільський парк, станом на 2020—2021 знаходиться в стані реорганізації

## Історія
Перша писемна згадка про с. Чехи датується першою половиною XV століття, а саме у 1432 році мешканець Чехів Лев допомагав олеському старості Івашкові Преслужичу Рогатинському в обороні Олеського замку під час його облоги польськими військами. Облога тривала шість тижнів, але фортеця вистояла. Оборонцям були повернуті раніше конфісковані маєтки.
8 січня 1688 року, після смерті Анни Мніховскої, село стало власністю домініканського монастиря у Підкамені, (нині належить УГКЦ).
Пізніше село Чехи згадується у перших поземельних кадастрах Галичини — Йосифінській (1785—1788) та Францисканській (1819—1820) метриках. Так до 1789 року село належало до домінії в Олеську та Бродівського циркулу, від 1789 року Заболотці входили вже до складу Золочівського циркулу.
У 1880—1904 роках в селі мешкало 1359 осіб, з них римо-католиків — 20 осіб, греко-католиків — 1204 особи та юдеїв 135 осіб.
У 1893 році зусиллями професора класичної філології Людвіка Цвіклінського створено Археологічний кабінет, який фінансувався за рахунок урядових дотацій та приватних пожертв. Збірка складалася із оригіналів, копій, фотографій та малюнків пам'яток античного мистецтва, а також із колекції (близько 1 500 знахідок) з розкопок професора Ісидора Шараневича на могильнику Висоцької культури поблизу с. Чехи. В околицях села зустрічалися археологічні знахідки, датовані кам'яною добою (12 000 років до Р. Х.).
У 1895 році під час ремонту дороги між селами Чехи та Заболотці, на полі пана Антона Краєвського було знайдено урну з перепаленими людськими останками і декілька предметів поховального інвентарю. Результатом розкопок 1895—1897 років, що були проведені Ісидором Шараневичем спільно з вчителем місцевої школи Я. Сподариком та двома студентами університету — В. Кухарським та Б. Яновським, було відкрито великий біритуальний могильник з більш як 350 похованнями, віднесеними згодом до Висоцької культури. Аналізуючи виявлений матеріал, дослідник прийшов до висновку, що поховальні пам'ятки у Чехах і Висоцьку існували у перехідний період від епохи бронзи до заліза.
У червні 1895 року активну участь у дослідженнях брав тодішній звичайний професор кафедри загальної історії Львівського університету Михайло Грушевський, який самостійно розкопав 14 могил та згодом, за результатами досліджень, видав книгу «Похоронне поле кам'яної доби в с. Чехах (пов[іт] Брідський)».
До 1939 року село було у власності панів Краєвських.
Під час ІІ Світової війни в селі переховували євреїв.
У 1946 році Указом ПВР УРСР село Чехи перейменовано на Лугове.
12 червня 2020 року, відповідно до розпорядження Кабінету Міністрів України № 718-р «Про визначення адміністративних центрів та затвердження територій територіальних громад Львівської області», село увійшло до складу Заболотцівської сільської громади.
19 липня 2020 року, в результаті адміністративно-територіальної реформи та ліквідації Бродівського району, село увійшло до складу новоствореного Золочівського району.

## Соціальна сфера
Тут діють Лугівський дошкільний навчальний заклад, Лугівський ЗОЗ ЗСО І-ІІ ступенів, Народний дім «Просвіта» та Церква Покрови Пресвятої Богородиці Сокальсько-Жовківської єпархії УГКЦ (храмовий празник 14 жовтня). Село повністю газифіковане
Є кілька громадських організацій. Найактивніша станом на 2021 рік — ГО «Феєрія».

## Пам'ятки
- Храм Покрови Пресвятої Богородиці, збудований у 1812 році. По війні — у 1946—1956 роках, парохом був о. Микола Гарвасюк, котрий після так званого Львівського псевдособору 1946 року перейшов з УГКЦ до РПЦ Московського патріархату. На початку 1990-х років храм, за сприяння о. Петра Мелешка, був повернутий місцевій греко-католицькій громаді. 28 грудня 1992 року зареєстровано статут релігійної громади УГКЦ парафії святого великомученика Юрія, що нині налічує 655 вірних.[19] У 2000—2003 роках на парафії служив о. Андрій Степанюк. Стараннями о. Андрія у місцевій школі встановлено молитовний куток на честь Пресвятої Богородиці. При церкві діє братство «Апостольства молитви», Марійська дружина.[20] До середини 2016 року церква належала до Бродівського деканату Сокальсько-Жовківської єпархії УГКЦ, але після поділу Бродівського деканату та утворення 6 червня того ж року Старобрідського деканату, релігійна громада Лугового увійшла до складу новоутвореного деканату.[21] Храмове свято відзначається двічі на рік — 6 травня та 14 жовтня.
- На території села знаходиться дерев'яний млин (раніше був водяний. Вода впадала у «долину»). На даний момент знаходиться в занедбаному стані.
- Пам'ятник загиблим воїнам

- 14 жовтня 2012 року, під час урочистостей з нагоди 200-літнього ювілею храму Покрови Пресвятої Богородиці, було освячено фіґуру Покрови Пресвятої Богородиці, встановлену на церковному подвір'ї.

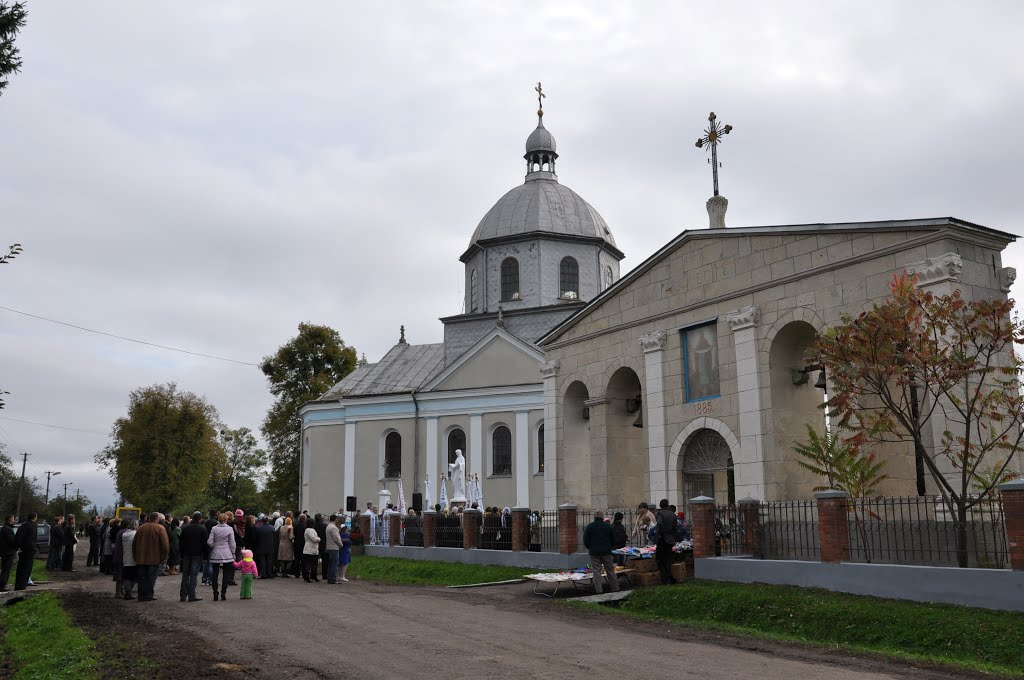
Відкриття фіґури Покрови Пресвятої Богородиці

## Освіта
За весь час існування Лугівської ЗОШ, пізніше Лугівського загальноосвітнього закладу загальної середньої освіти І-ІІ ступенів (філія Заболотцівського закладу загальної середньої освіти І-ІІІ ступенів), директорами навчального закладу були:
- Копоть Євген Степанович;
- Демчук Орест Миколайович;
- Паньків Мирон Володимирович;
- Чапля Надія Володимирівна.

## Відомі люди
- Віктор Поцілуйко (1976—2015) — сержант Збройних сил України, учасник російсько-української війни[22].
- Черняк Євген Йосипович (нар. 1895, с. Чехи — нині с. Лугове Бродівського району Львівської області — пом. 3 листопада 1937, розстрільний полігон НКВД СРСР в урочищі Сандармох, нині в Медвеж'єгорському районі Республіки Карелії, РФ) — український працівник культури, знавець кіномистецтва, публіцист. Жертва більшовицького терору[23].